# Copa FA de Hong Kong
A Copa FA de Hong Kong é uma competição no sistema "mata-mata" disputada no futebol de Hong Kong, organizada pela Associação de Futebol de Hong Kong.
A temporada 2006-07 é a 33ª edição da copa. Até aqui, 11 equipes sagraram-se campeãs com o South China sendo o clube com mais títulos conquistados, num total de 9.

## Sistema de disputa
A disputa se dá no sistema "mata-mata", ou seja, times divididos em chaves de dois, decidindo em 2 jogos, cada jogo com um deles como mandante. Aquele que conseguir mais pontos passa para a fase seguinte, onde o sistema se repete até a final, que decide o campeão.

## Campeões
| Nº. | Temporada | Campeão               | Placar             | Vice                    | Artilheiro              |
| --- | --------- | --------------------- | ------------------ | ----------------------- | ----------------------- |
| 1   | 1974–75   | Seiko                 |                    | Rangers                 |                         |
| 2   | 1975–76   | Seiko                 |                    | South China             |                         |
| 3   | 1976–77   | Rangers               |                    | Tung Sing               |                         |
| 4   | 1977–78   | Seiko                 |                    | Blake Garden            |                         |
| 5   | 1978–79   | Yuen Long             | 6-4 pênaltis       | Seiko                   |                         |
| 6   | 1979–80   | Seiko                 |                    | Bulova                  |                         |
| 7   | 1980–81   | Seiko                 |                    | Sea Bee                 |                         |
| 8   | 1981–82   | Bulova                |                    | Sea Bee                 |                         |
| 9   | 1982–83   | Bulova                | 3-0                | Rangers                 |                         |
| 10  | 1983–84   | Eastern               | 2-1                | Zindabad                |                         |
| 11  | 1984–85   | South China           | 2-2; 3-1 (2º jogo) | Harps                   |                         |
| 12  | 1985–86   | Seiko                 | 2-1                | South China             |                         |
| 13  | 1986–87   | South China           | 4-1                | Happy Valley            |                         |
| 14  | 1987–88   | South China           | 2-0                | Tsuen Wan               |                         |
| 15  | 1988–89   | Lai Sun Double Flower | 2-0                | Tsuen Wan               |                         |
| 16  | 1989–90   | South China           | 1-0                | Lai Sun                 |                         |
| 17  | 1990–91   | South China           | 2-1                | Lai Sun                 |                         |
| 18  | 1991–92   | Ernest Borel          | 1-0                | Instant-Dict            |                         |
| 19  | 1992–93   | Eastern               | 1-0                | Ernest Borel            |                         |
| 20  | 1993–94   | Eastern               | 4-1                | Happy Valley            |                         |
| 21  | 1994–95   | Rangers               | 3-0                | Eastern                 |                         |
| 22  | 1995–96   | South China           | 4-1                | Golden                  |                         |
| 23  | 1996–97   | Instant-Dict          | 2-1 (gol de ouro)  | Sing Tao                |                         |
| 24  | 1997–98   | Instant-Dict          | 3-1                | South China             |                         |
| 25  | 1998–99   | South China           | 1-0 (gol de ouro)  | Instant-Dict            |                         |
| 26  | 1999–00   | Happy Valley          | 7-2                | Orient & Yee Hope Union |                         |
| 27  | 2000–01   | Instant-Dict          | 2-1                | South China             |                         |
| 28  | 2001–02   | South China           | 1-0                | Sun Hei                 |                         |
| 29  | 2002–03   | Sun Hei               | 2–1 (gol de ouro)  | Buler Rangers           | Lo Kwan Yee (28)        |
| 30  | 2003–04   | Happy Valley          | 3–1                | Kitchee                 | Liu Quankun (53)        |
| 31  | 2004–05   | Sun Hei               | 2–1 (prorrogação)  | Happy Valley            | Cordeiro (40 o.g.)      |
| 32  | 2005–06   | Xiangxue Sun Hei      | 1–0                | Happy Valley            | –                       |
| 33  | 2006–07   | South China           | 3–1                | Happy Valley            | Poon Yiu Cheuk (48 pen) |
| 34  | 2007–08   | Citizen               | 2–0                | Wofoo Tai Po            | –                       |